# 1980年レークプラシッドオリンピックのイタリア選手団
1980年レークプラシッドオリンピックのイタリア選手団（1980ねんレークプラシッドオリンピックのイタリアせんしゅだん）は、1980年2月13日から2月24日まで、アメリカ合衆国ニューヨーク州のレークプラシッドで開催された1980年レークプラシッドオリンピックのイタリア選手団、およびその競技結果。

## 概要
今大会は銀メダル2個を獲得した。

## メダル
| メダル | 選手名                                    | 競技       | 種目        |
| ------ | ----------------------------------------- | ---------- | ----------- |
| 銀     | パウル・ヒルドガートナー                  | リュージュ | 男子1人乗り |
| 銀     | ペーター・グシニツァー カール・ブルンナー | リュージュ | 男子2人乗り |